# Sokołowo (województwo podlaskie)
Sokołowo – wieś w Polsce położona w województwie podlaskim, w powiecie suwalskim, w gminie Bakałarzewo.
W latach 1975–1998 miejscowość położona była w województwie suwalskim.
Sokołowo założone zostało w połowie XIX wieku przez rosyjskich staroobrzędowców.
Około 1890 roku było tu 30 domów i 131 mieszkańców. Sokołowo należało do gminy Kuków w parafii Głęboki Rów.
Według Pierwszego Powszechnego Spisu Ludności, przeprowadzonego w 1921 r., Sokołowo liczyło 225 mieszkańców (117 kobiet i 108 mężczyzn) zamieszkałych w 37 domach. Większość mieszkańców wsi zadeklarowała wyznanie staroobrzędowe (224 osoby), pozostali zgłosili wyznanie rzymskokatolickie (1 osoba). Jednocześnie większość mieszkańców Sokołowa zadeklarowała narodowość rosyjską (202 osoby), a pozostałe 23 osoby podały narodowość polską. W okresie dwudziestolecia międzywojennego Sokołowo znajdowało się w gminie Kuków.
Społeczność staroobrzędowa z Sokołowa należy do parafii funkcjonującej przy molennie w Suwałkach.
Wierni kościoła rzymskokatolickiego należą do parafii Matki Bożej Częstochowskiej w Żylinach.